# اوقچی بزرگ
اوقچی بزرگ، روستایی از توابع بخش مرکزی شهرستان کلاله در استان گلستان ایران است.

## جمعیت
این روستا در دهستان تمران قرار دارد و براساس سرشماری مرکز آمار ایران در سال ۱۳۸۵، جمعیت آن ۷۲۵ نفر (۱۲۴خانوار) بوده‌است.